# Cena Izvestijí 1995
Dvacátý osmý ročník Ceny Izvestijí se konal od 16. do 21. 12. 1995 v Moskvě. Zúčastnilo se pět reprezentačních mužstev, která se utkala jednokolovým systémem každý s každým

## Výsledky a tabulka
|    |         | RUS   | CZE   | SWE     | CAN    | FIN    | V | R | P | Skóre | B |
| 1. | Rusko   | Rusko | 6:2   | 2:1     | 2:2    | 4:4    | 2 | 2 | 0 | 14:9  | 6 |
| 2. | Česko   | 2:6   | Česko | 5:1     | 6:6    | 1:0    | 2 | 1 | 1 | 14:13 | 5 |
| 3. | Švédsko | 1:2   | 1:5   | Švédsko | 3:0    | 5:1    | 2 | 0 | 2 | 10:8  | 4 |
| 4. | Kanada  | 2:2   | 6:6   | 0:3     | Kanada | 3:1    | 1 | 2 | 1 | 11:12 | 4 |
| 5. | Finsko  | 4:4   | 0:1   | 1:5     | 1:3    | Finsko | 0 | 1 | 3 | 6:13  | 1 |

### Nejlepší hráči
| Pozice              | Hráč               |
| ------------------- | ------------------ |
| Brankář             | Ivo Čapek          |
| Obránce             | Roger Åkeström     |
| Útočník             | Dmitrij Kvartalnov |
| Nejužitečnější hráč | Sergej Sorokin     |

### Kanadské bodování
| Poř. | Kanadské bodování | Branky | Přihrávky | Body |
| ---- | ----------------- | ------ | --------- | ---- |
| 1.   | Jiří Zelenka      | 5      | 0         | 5    |